# Абридж
Абрѝдж на английски: Abridge е село в графство Есекс, Англия. Разположено е около река Роудинг. Намира на 23 km южно от столицата на Англия Лондон и на 26 km от главния град на графството Челмсфорд. Селото има два маршрута за автобуси. В Абридж не е развит железопътният транспорт. Населението му е 1628 жители (2017 г.).